# Ulveson och Herngren
Ulveson och Herngren är en svensk komediserie från 2005 med Johan Ulveson och Felix Herngren.
Serien beskriver ett fiktivt humorprojekt på SVT, där komikerna Felix Herngren och Johan Ulveson (spelade av sig själva) ska göra ett sketchprogram betitlat "Ulveson och Herngren". I en sorts mockumentär får tittarna följa de två komikerna under inspelning och manusskrivande. En stor del av serien beskriver kampen mellan två stora egon; Herngren och Ulveson spelar skruvade versioner av sig själva, och serien handlar i mångt och mycket om konflikterna dem emellan. Dessa problem leder till att regissörer hoppar av, producenten faller in i alkoholism m.m.
Seriens karaktär av mockumentär påminner om förlagor som The Office och The Larry Sanders Show, med skillnaden att alla inblandade i "Ulveson och Herngren" spelar sig själva; producenten, regissören och manusförfattarna till den fiktiva humorserien heter alla samma sak i verkligheten. Det förekommer också "cameos", där kända personer gästspelar som sig själva. Bland dessa finns komikerna Suzanne Reuter, Ulla Skoog och Johan Glans, filmregissören (och Felix bror) Måns Herngren, musikvideoregissören Jonas Åkerlund, och dåvarande nöjeschefen på SVT, Hans Rosenfeldt.
I övriga roller som modifierade versioner av sig själva syns Gunilla Bergerham, Helena Lindvall, Sören Källstigen och Goncha Yazan.